# Dra. Lucía, un don extraordinario
Dra. Lucía, un don extraordinario es una serie de televisión de drama médico mexicana producida por Martín Garza Cisneros para TV Azteca. Se estrenó a través de Azteca Uno el 2 de octubre de 2023 —retomando así tanto la emisión de producciones originales de ficción en dicho canal.
Está protagonizada por Marimar Vega, Mauricio Islas, Ana Layevska, Kuno Becker y Cristián de la Fuente, junto a un reparto coral.

## Reparto

### Principales
- Marimar Vega como la Dra. Lucía Castillo[4]
- Kuno Becker como el Dr. Enrique Jiménez[4]
- Ana Layevska como la Dra. Mariana Esquivel[6]
- Mauricio Islas como Carlos Reséndiz[6]
- Paola Flores como Chabe
- José Carlos Femat como Omar Tapia
- Amorita Rasgado como la Dra. Sagrario Martínez
- Daniel García como el Dr. Daniel Mora
- Norma Reyna como Manuela
- Cristián de la Fuente como el Dr. Emiliano Montero de la Vega[7]

### Recurrentes e invitados
- Juanpa López Mata como Lorenzo
- Elena Díaz como Sabina
- Ale Tribbianni como Marlene
- Lola Arruti como Sonia
- Juan José Zerboni como Claudio
- Ernesto Rocha como Israel
- Fabián Mejía como Miguel
- Karla Herrera como Ruth
- Gisel Casas como Margarita
- Lilia Mendoza como Micaela
- Darón González como Valentín
- Juan Luis Repetto como Damián
- Raúl Galeana como Plácido
- César López como Juan
- Armando Mancilla como El dueño de la taquería
- Gilberto Miranda como Inspector de salubridad
- Alejandra Maldonado como Maya
- Yessi González como Petrita
- David Chavira como Ruíz
- Carlos Ceja como Zepeda
- Mía Briseño como Mafer
- Samuel Gallegos como Patricio
- Anahí Dávila como Jéssica
- Santiago Cachero como Tadeo
- Luisa Dander como Luz María Vilchis
- René Cossío como Isidro Vilchis
- Luis Armando Reséndiz como Kevin
- Tabata Campos como Carola
- José Juan Núñez como Marcelo
- Allison Bernal como Aitana
- Valentina López como Valentina
- Daniela Avendaño como madre de Valentina
- Mildred Mota como Inés
- Alejandro Gazque como Samir Valadez
- Beatriz Amezcua como Cirila
- Bernardo Ezeta como Esteban Reséndiz
- Conchi León como Huicha
- Jorge Marín como David
- Fernando Carlon como Omar
- Luz Zavala como Martina
- Elizabeth Cortes como Olga Peláez
- Rodrigo Magaña como Fabián
- Siddhartha Tonalli como Diego
- Jorge Zárate como Jairo
- Milleth Gómez como Kiri
- Rubén Carpinteiro como Félix
- Bianca Betancourt como Abril
- Saúl Eiyer como Pollo
- Madelein Josahandy como Lucha
- Marina Vega como Delia
- Luis Alberto Flores como Flores
- José Luis Cárdenas como Alonso
- Andrés Carreño como Rodolfo
- Raúl Sosa como Víctor
- Darío Montoya como Rafael
- Brenda Montoya como Sibila
- Carlos Alejandro Díaz como Felipe
- Alonso Hernández como Ricardo
- Viridiana Monteagudo como Maricarmen
- Ángel Zermén como Jacinto
- David Guevara como Sergio
- Gina Martí como Agustina
- Manuel Barroso como Paolo
- Cirilo Santiago como Marcial
- Sandra Quiroz como Sandra
- Alejandro Monjaraz como Mateo
- Lina Durán como Doña Meche
- Karen Ávila como María
- Claudio Roca como Arturo
- Santiago Emiliano como Arly
- Eduardo Reza como Franco
- Roberto Ibarra como Don Francisco
- Homero Guerra como Arnulfo
- Benilde Montero como Iliana
- Magalli Moncayo como Flor
- Abraham Elizalde como Joel
- Erika Alcalá como Angie
- Teresa Selma como Martha
- Apolinar Salgado como Napoleón
- Fátima Joana como Vampiresa Fantasma
- Alan Soto como Octavio
- Macarena Oz como Mafer
- Iván Vargas como Jorge Luis
- Gerardo Lizalde como Pancho
- Rocío Canseco como Clara
- Paola Joset como Jaqueline
- Álvaro Sagone como Santiago
- Arlet Márquez como Myriam
- Dennis Vindel como Profesor de inglés
- Estanislao Marín como El Tianguis
- Norma Pablo como Rosario
- Panuco como Elías
- Adrián Cue como Wiki
- Augusto Granados como Hache
- Daniel Oropeza como Jorge

## Episodios
| Temporada | Temporada | Episodios | Episodios | Emisión original      | Emisión original        |
| Temporada | Temporada | Episodios | Episodios | Primera emisión       | Última emisión          |
| --------- | --------- | --------- | --------- | --------------------- | ----------------------- |
|           | 1         | 50        | 50        | 2 de octubre de 2023  | 8 de diciembre de 2023  |
|           | 2         | 50        | 50        | 21 de octubre de 2024 | 27 de diciembre de 2024 |

## Producción
En mayo de 2023, se reportó que TV Azteca inició la preproducción de una serie de televisión original de drama médico próxima a estrenarse en otoño de 2023 inicialmente programado para Azteca 7, con el título provisional Dra. Lucía, que además, estaba buscando socios coproductores para la serie, la segunda temporada de Lotería del crimen y entre otras producciones a futuro. El 6 de julio de 2023, se presentó a Marimar Vega, Mauricio Islas, Ana Layevska y Kuno Becker como el cuarteto protagónico de la serie, en el programa Venga la alegría. El rodaje y la producción de la serie inició el 11 de agosto de 2023. La serie tiene contemplados 47 episodios para su emisión.

## Audiencias
| Temporada | Horario (CT)                     | Episodios | Primera emisión       | Primera emisión      | Última emisión          | Última emisión       | Prom. de espectadores (millones) |
| Temporada | Horario (CT)                     | Episodios | Fecha                 | Audiencia (millones) | Fecha                   | Audiencia (millones) | Prom. de espectadores (millones) |
| --------- | -------------------------------- | --------- | --------------------- | -------------------- | ----------------------- | -------------------- | -------------------------------- |
| 1         | Lunes a viernes 19:30 - 20:30 h. | 50        | 2 de octubre de 2023  | 0.91                 | 8 de diciembre de 2023  | 1.00                 | 0.90                             |
| 2         | Lunes a viernes 21:30 - 22:30 h. | 10        | 21 de octubre de 2024 | 0.82                 | 27 de diciembre de 2024 | —                    | 0.81                             |